# Oberölfen
Oberölfen ist ein Ortsteil der Ortsgemeinde Helmenzen im Landkreis Altenkirchen (Westerwald) in Rheinland-Pfalz. Bis 1939 war Oberölfen eine selbständige Gemeinde.

## Geographie
Oberölfen liegt etwa zwei Kilometer nordwestlich des Zentrums von Altenkirchen. Äcker, Wiesen und Mischwald umgeben den Ortsteil. Nachbarorte sind Hemmelzen, Birnbach, Niederölfen, Kettenhausen und  Helmenzen. Namensgebendes Fließgewässer ist der Ölfer Bach, der südlich von Wölmersen entspringt und zwischen Niederölfen und Schöneberg in die Wied fließt.

## Geschichte
Der Ort Oberölfen, an der ehemaligen Land-, Post- und Heerstraße (heute Bundesstraße 8) gelegen, wurde erstmals im Jahr 1427 urkundlich erwähnt; eine weitere Erwähnung war im Mirakelbuch von Hilgenroth enthalten, in dem die Spende eines Merkel van Oberoelffe aufgeführt wird. Lange Jahre gehörte der Ort dem Kirchspiel Birnbach an.
Bis Mitte des 17. Jahrhunderts gehörte Oberölfen landesherrlich zur Grafschaft Sayn. Die Einwohner wurden nach der Einführung der Reformation in der Grafschaft Sayn erst lutherisch und später reformiert. Nach der Landesteilung der Grafschaft Sayn im 17. Jahrhundert zählte Oberölfen zur Grafschaft Sayn-Hachenburg.
Jahrhundertelang war Oberölfen Grenzort, von 1667 bis 1803 war er Grenzstation zwischen den Grafschaften Sayn-Altenkirchen und Sayn-Hachenburg. 1797 verübte Andreas Balzar, der Balzar von Flammersfeld, auf der Cölnischen Straße zwischen Oberölfen und Birnbach einen Überfall auf die Franzosen. 1799 ging die Grafschaft auf dem Erbweg an die Fürsten von Nassau-Weilburg. Im Zusammenhang mit der Bildung des Rheinbundes kam die Region und damit auch Oberölfen 1806 an das neu errichtete Herzogtum Nassau.
Aufgrund der auf dem Wiener Kongress (1815) getroffenen Vereinbarungen wurde das Gebiet an das Königreich Preußen abgetreten. In preußischer Zeit gehörte der Ort der Bürgermeisterei Weyerbusch an, in der Friedrich Wilhelm Raiffeisen Bürgermeister war, und dem Schulverband Birnbach an. Nachdem zuvor über den Bau eines eigenen Schulgebäudes diskutiert wurde, beschloss der Gemeinderat am 17. September 1931, einen Gesamtschulverband mit dem nahen Helmenzen zu bilden. Durch Anordnung des Regierungspräsidenten in Koblenz vom 6. Oktober 1938 wurde die Gemeinde Oberölfen mit Wirkung vom 1. April 1939 in die Gemeinde Helmenzen eingemeindet, die heute zur Verbandsgemeinde Altenkirchen-Flammersfeld zählt.